# Чурраско

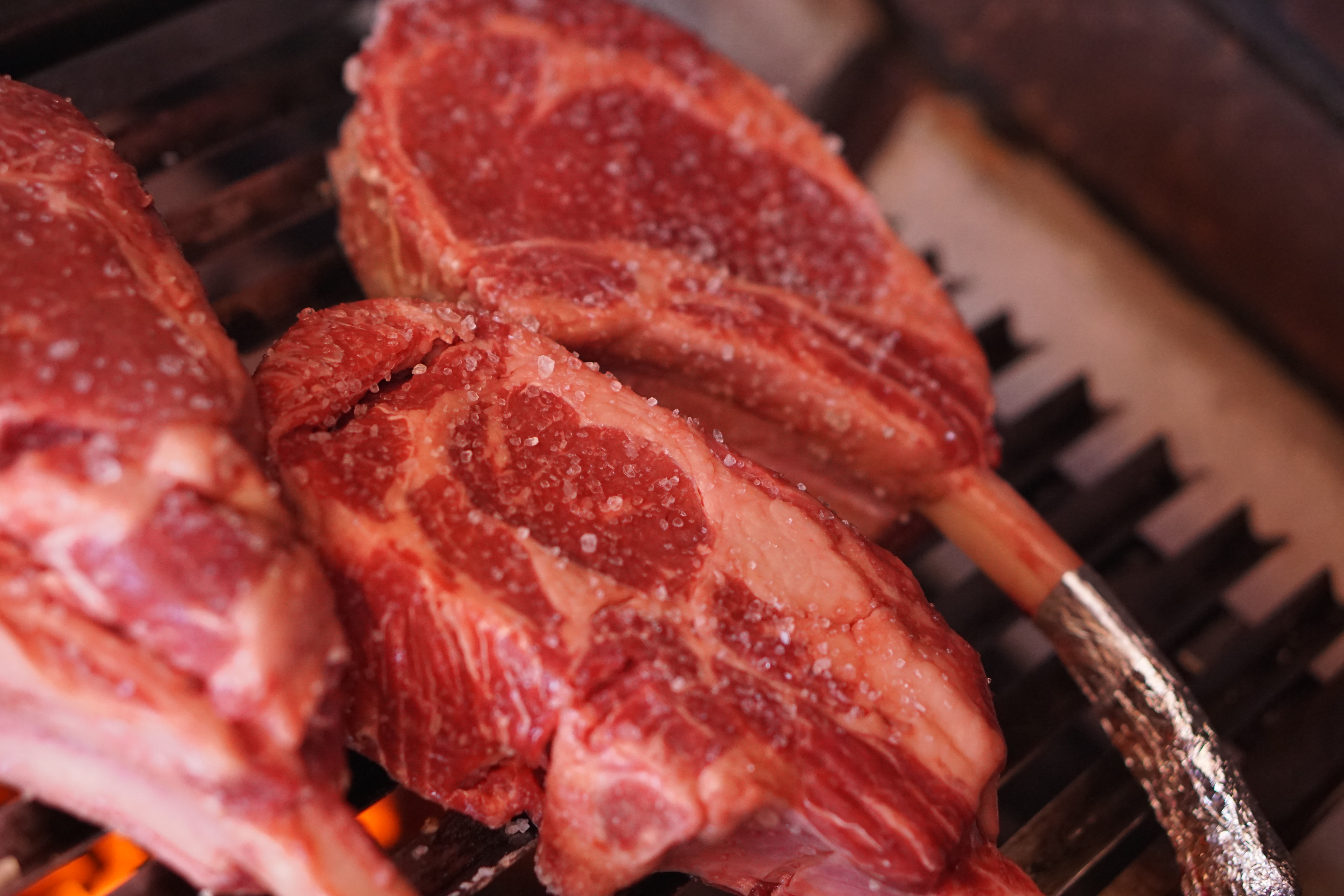
Типичное бразильское чурраско

Чурраско (исп. сhurrasco) — португальское и испанское название говядины или жареного мяса в целом, аналог гриля или барбекю. Это характерная черта кухни Бразилии, Уругвая и Аргентины. Связанный с этим термин churrascaria (или churrasqueria) в основном понимается как стейк-хаус.
Churrascaria — ресторан, где подают жареное мясо. Обычно посетителям предлагают столько, сколько они могут съесть: официанты ходят с вертелом, нарезая мясо на тарелку клиента. Этот стиль сервировки называется espeto corrido или rodízio и довольно популярен в Бразилии, особенно в южных штатах, таких как Риу-Гранди-ду-Сул, Парана, Санта-Катарина и Сан-Паулу.

## Чурраско по странам

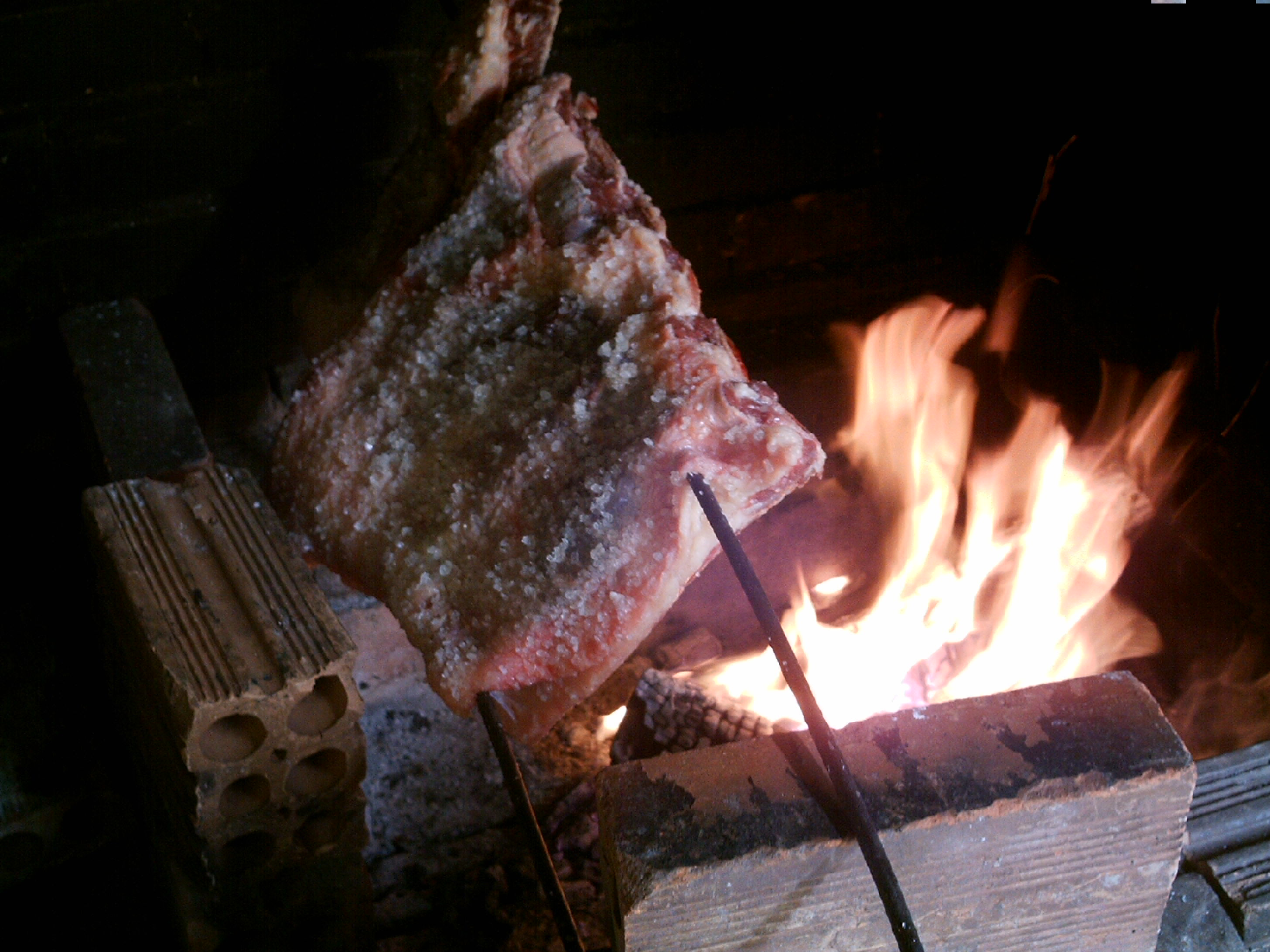
Бразильское чурраско

В Бразилии churrasco — это термин для барбекю (по аналогии с аргентинским и уругвайским асадо), который возник на юге Бразилии. В нём используется разнообразное мясо, свинина, колбаса и курица, которые можно готовить на специально построенном «churrasqueira», гриле для барбекю, часто с подставками для вертела или шампуров. Портативные чурраскейрас похожи на те, что используются для приготовления аргентинского и уругвайского асадо, с подставкой для гриля, но у многих бразильских чурраскейрас нет грилей, только шампуры над углями. В качестве альтернативы мясо можно приготовить на больших металлических или деревянных шпажках, опирающихся на подставку или воткнутых в землю и обжаренных на углях (также можно использовать дерево, особенно в штате Риу-Гранди-ду-Сул).
В Никарагуа он относится к тонкому стейку, приготовленному на гриле и подаваемому с традиционной петрушкой в соусе чимичурри, чеснок, перец и соус из оливкового масла. Первая волна иммигрантов ввела этот термин для обозначения куска говядины в ресторанах Соединенных Штатов в Майами и Флориде еще в 1950-х годах.
В Аргентине и Уругвае чурраско относится к любой мякоти говядины, которая нарезана как стейк и поджарена над раскаленными углями или на очень горячей сковороде. Гаучо готовили чурраско как часть своего асадо, которое теперь является национальным блюдом обеих стран, которое подают с салатом и жареным или пюре, а иногда и с жареным яйцом.
В Пуэрто-Рико это всегда относится к скирт-стейку, приготовленному на гриле. Соус Чимичурри не является обязательным, так как мясо очень пикантное, допускается только с небольшой оттенок морской соли, который посыпают мясо во время приготовления. Также принято заменять соус чимичурри ромовым соусом из гуавы, приготовленным со специями и 7up или соусом аджилимоджили.
В Эквадоре чурраско является основным продуктом питания прибрежного региона, особенно Гуаякиля. Это стейк на гриле, заправленный чимичурри, он подается с бананами, белым рисом, картофелем фри, жареным яйцом и ломтиками авокадо.
В Гватемале чурраско считается типичным блюдом для встреч и торжественных мероприятий. Обычно его подают с чирмолом, красным соусом, содержащим нарезанные помидоры и лук, а также с кукурузой, гуакамоле, жареным картофелем, тушеной черной фасолью, рисом и лепешками.
В Чили чурраско относится к тонкому стейку, который варьируется в зависимости от желаемого вида сэндвича. Кусочки жарятся на гриле и подаются (иногда подогретыми) в местной булочке (называемой «марракета» или «пан батидо» в Вальпараисо), обычно с помидорами, авокадо и майонезом, в случае итальянского чурраско. Другое популярное блюдо, churrasco a lo pobre («чурраско для бедняков»), состоит из чурраско, которое подается с картофелем фри, жареным яйцом и карамелизованным луком.

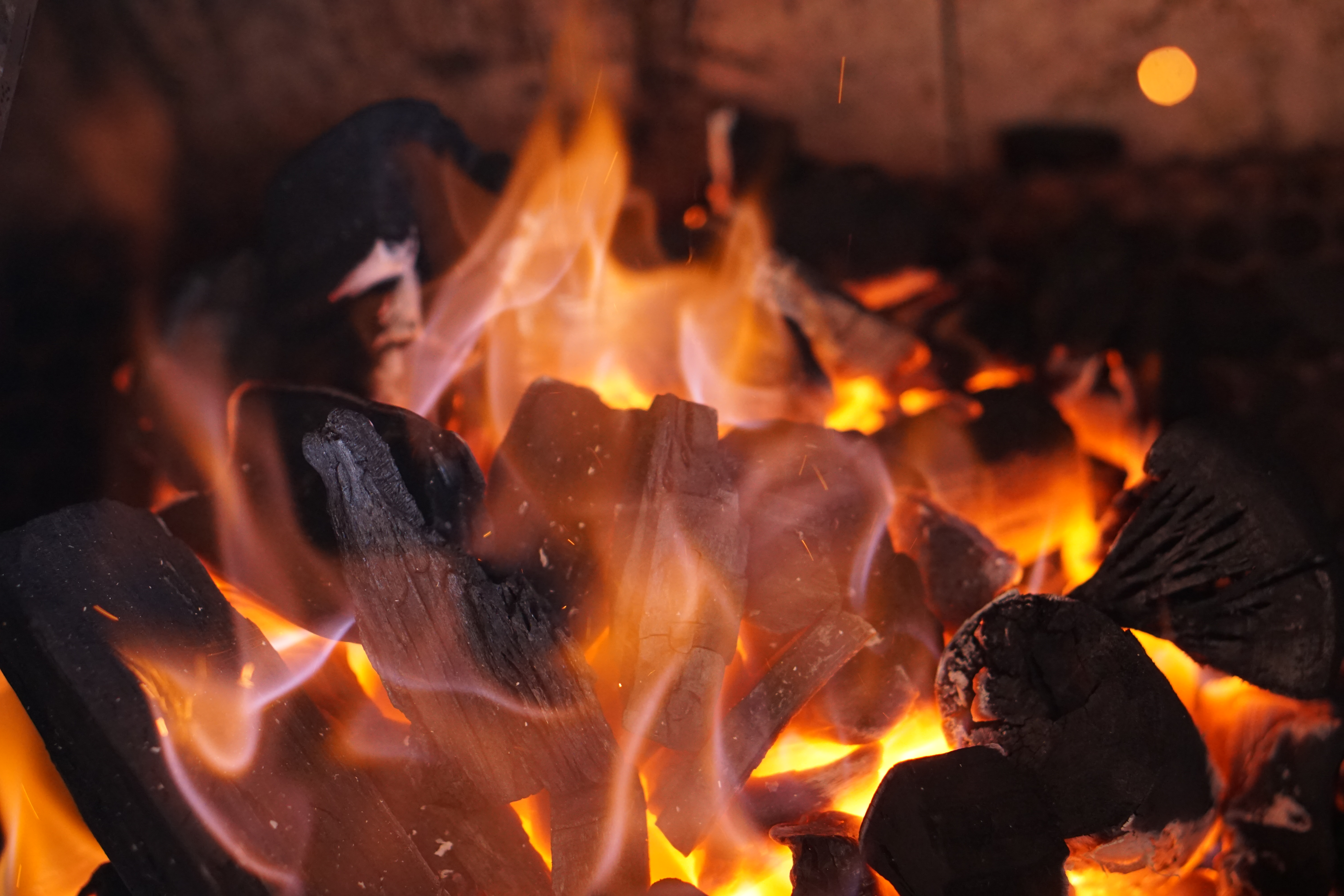
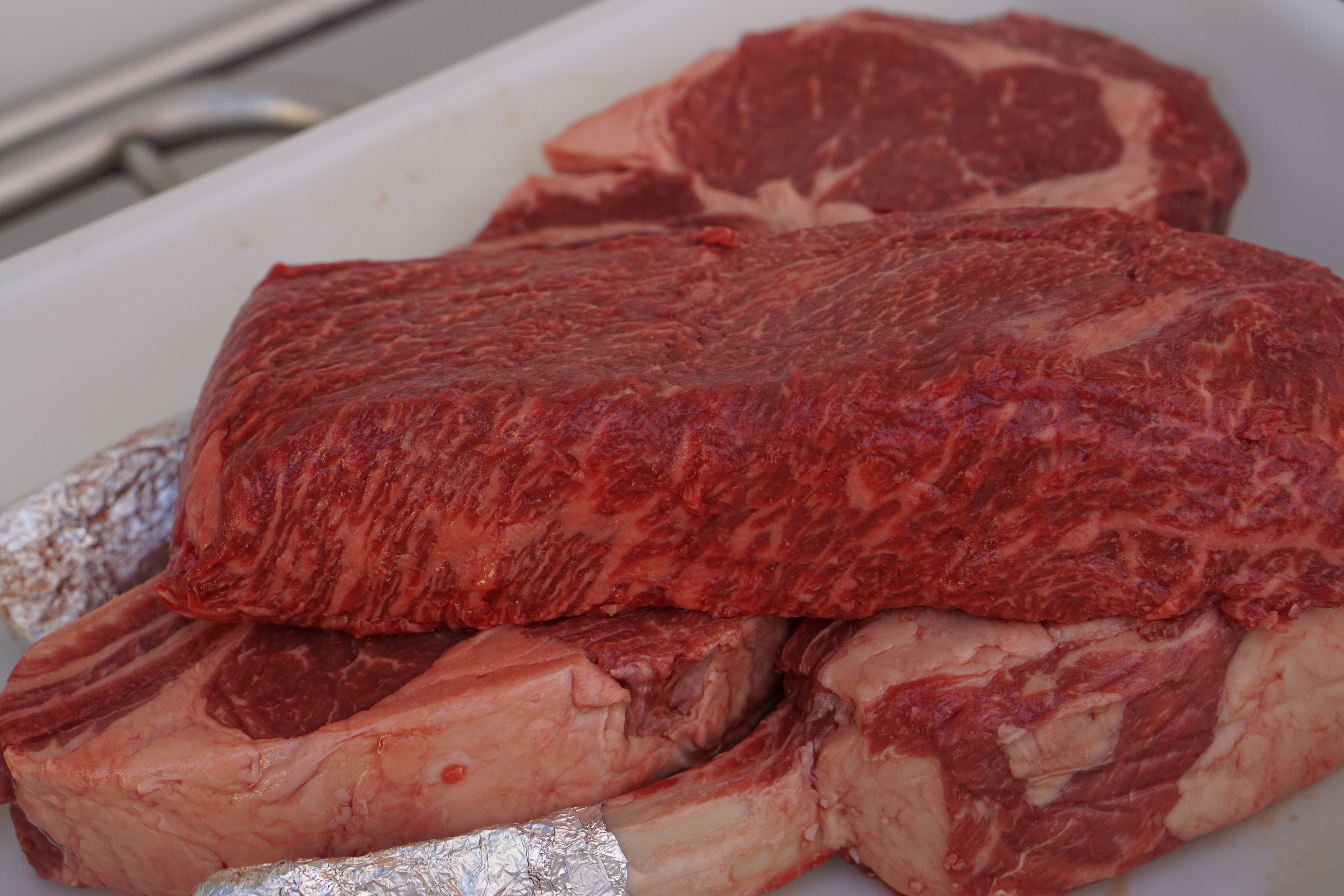
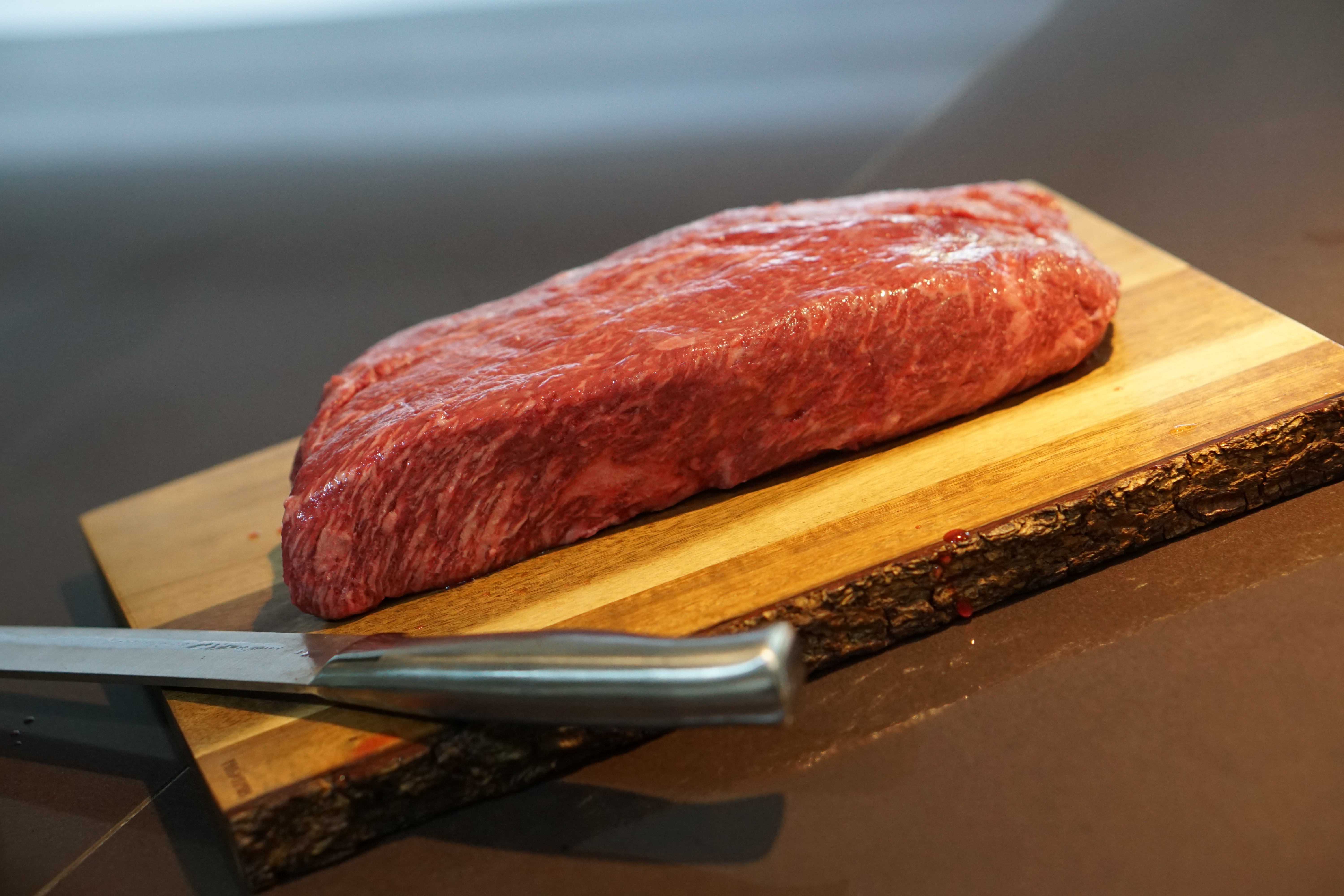
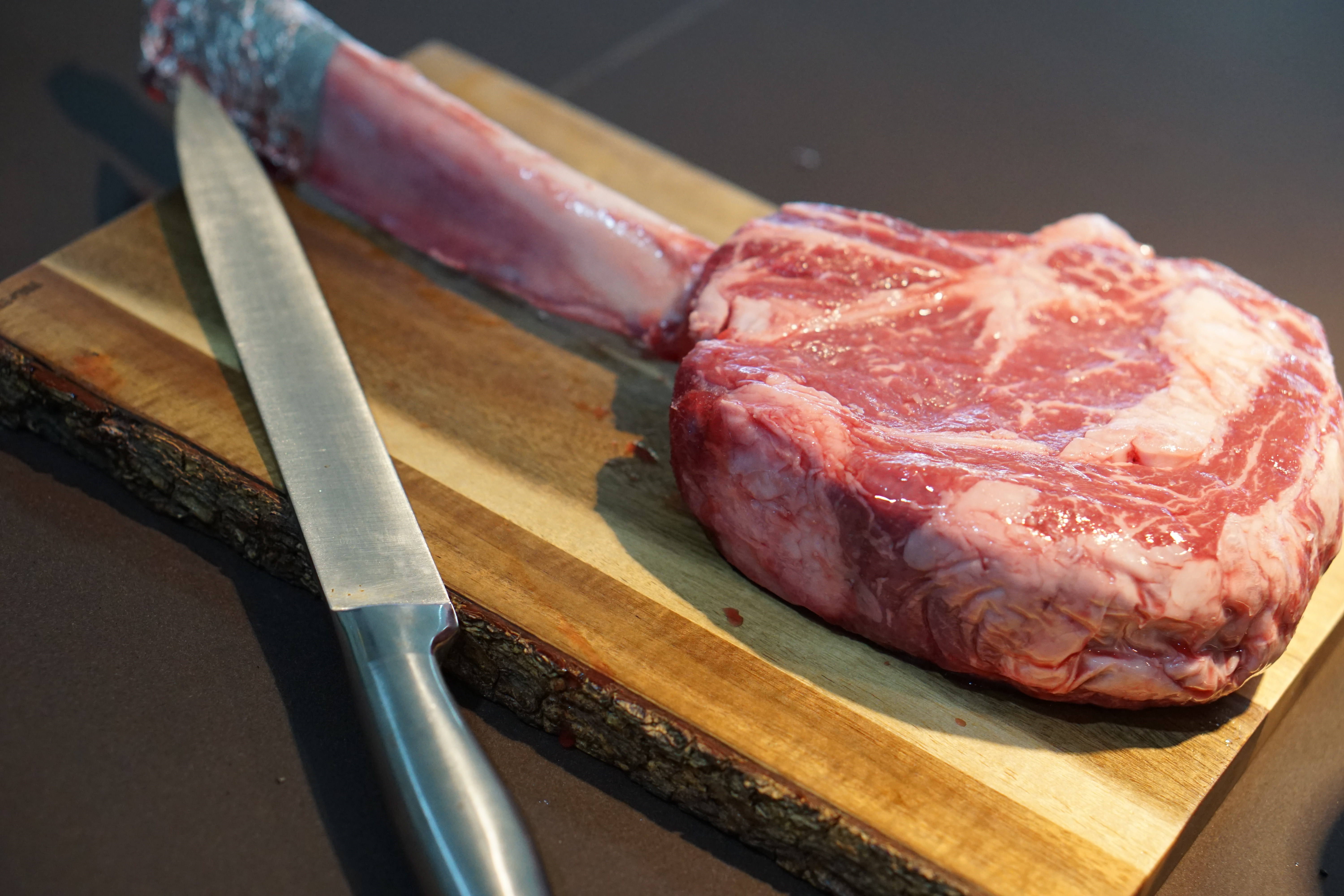

В Португалии frango de churrasco с пири-пири (своего рода солёный жареный цыпленок, приготовленный на churrasqueira, в остром красном соусе чили, с чесноком и красным перцем) является очень популярным. Португальское чурраско и блюда из курицы очень популярны в странах с португальскими общинами, таких как Канада, Австралия, США, Венесуэла и Южная Африка. Термин чурраско используется в бывших португальских колониях. Например, чурраско мокамбикано — жареное мясное блюдо из Мозамбика.

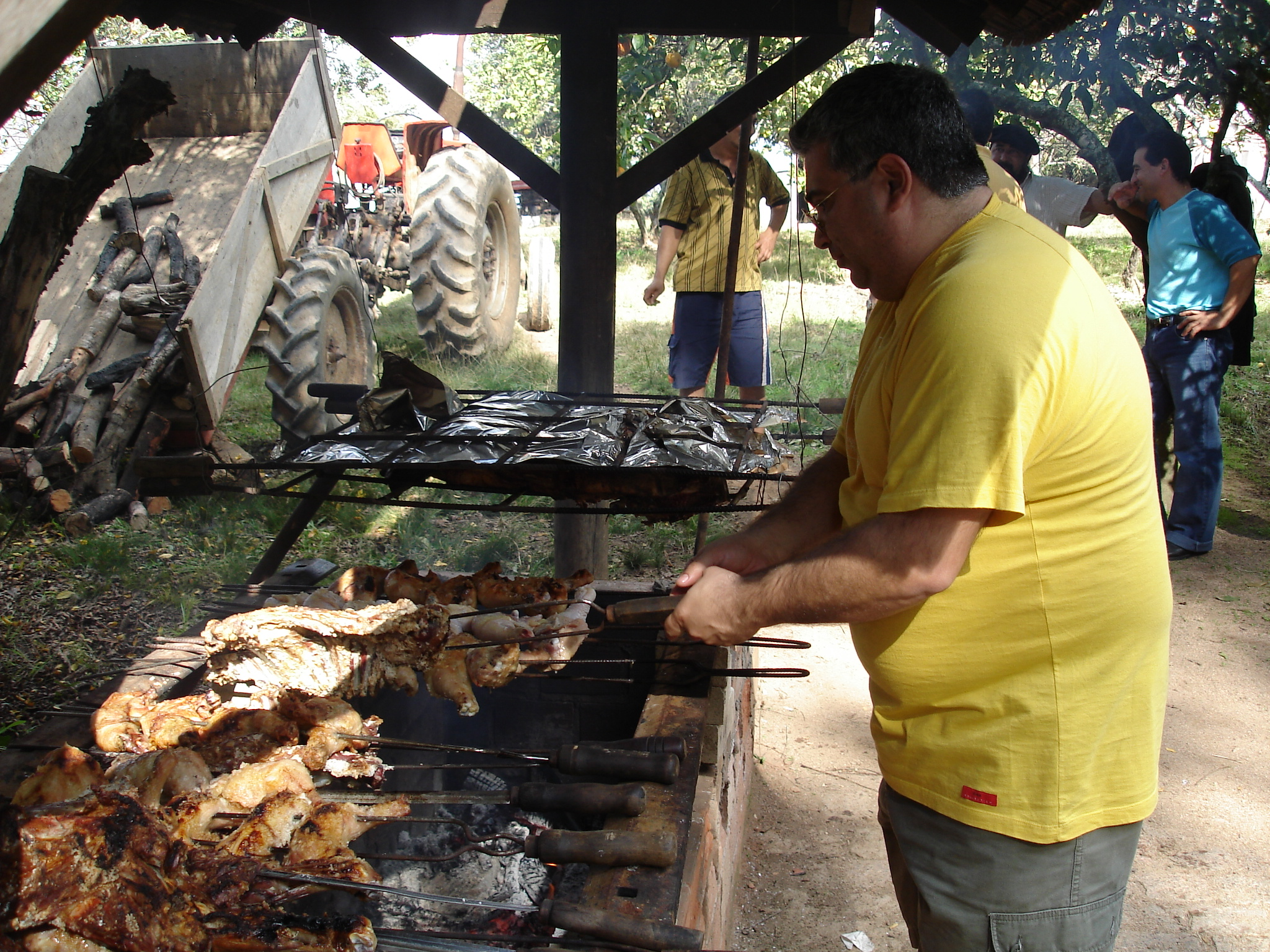
Бразильское барбекю

В Галисии под чурраско понимают почти исключительно жареные свиные или говяжьи ребрышки. Галисийцы, эмигрировавшие в Америку в 20 веке, привезли с собой рецепт чурраско. В наши дни многие галисийцы всех социальных слоёв готовят чурраскаду.
В Соединенных Штатах популярность ресторанов в стиле чураско выросла с 1990-х годов, чему способствовал успех различных сетей, в том числе Rodizio Grill, Texas de Brazil , Fogo de Chão и Tucanos, а также отдельных бразильских барбекю ресторанов.
В США CHURRASCO является зарегистрированным товарным знаком для грилей / жаровен, производимых Hickory Industries, Inc. of Ft. Lee, Нью-Джерси.